# Тартуское сражение (1919)
Та́ртуское сраже́ние (эст. Tartu lahing) — одно из важнейших сражений Эстонской освободительной войны, произошедшее 13—14 января 1919 года в городе Тарту, между частями 2-й эстонской дивизии и силами красных латышских стрелков. В результате сражения эстонские войска смогли освободить остальную часть Южной Эстонии от красных сил.

## Ход сражения
9 января командир 2-й эстонской дивизии полковник Виктор Пушкарь отдал приказ своим войскам о взятии города Тарту. Командиры бронепоездов Антон Ирв и Карл Партс встретили Тартумааский батальон в Каарепере и сделали предложение его командиру Юлиусу Куперьянову вместе отправиться в Тарту. Куперьянов согласился, и партизан разместили в поезд.
До прибытия в Тарту, вечером 13 января бронепоездам пришлось вступить с красными силами в бой у Волди, Якси и Кяркне.
Подойдя к Тарту, 1-й бронепоезд выслал группу солдат, которая захватила мост, чтобы бронепоезда могли безопасно пересечь его и попасть в город. В ходе боя красные латышские стрелки оказали им сопротивление, но в конечном итоге не смогли дать отпор.
14 января город был очищен от красных сил. Остатки красных латвийских стрелков сбежали в города Выру и Валга, но эстонские войска не стали преследовать их.

## Резня в Тартуской кредитной кассе
После прибытия эстонских войск в Тарту они обнаружили, что красные силы совершили массовые убийства в подвале бывшей Кредитной кассы по адресу улица Компаний, дом 3, убив 19 мирных жителей, среди которых был первый эстонский православный епископ Платон, первосвященники Николай Бежаницкий и Михаил Блейве, а также Мориц Вильгельм Пауль Шварц, пастор Тартуской конгрегации Святого Иоанна.

## Память

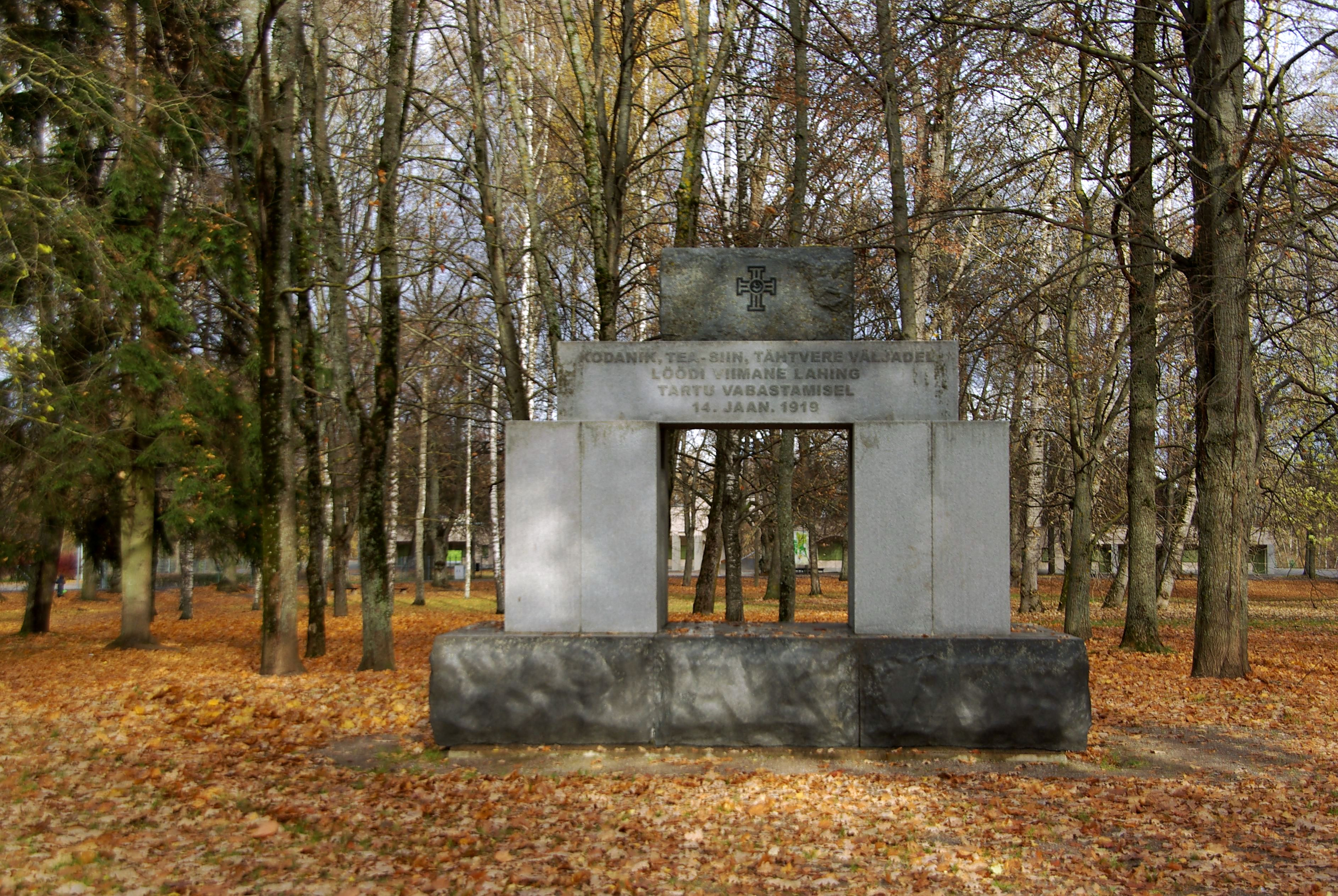
Мемориал Тартуского сражения в парке Тяхтвере

В 1932 году в парке Тяхтвере был установлен памятник Тартускому сражению. Он был снесён Советским Союзом в 1941 году, восстановлен в 1942 году, снова снесён в 1944 году и восстановлен в 2006 году.